# Bahnhof Kaarster See
Der Bahnhof Kaarster See ist einer von fünf Schienenverkehrshalten in Kaarst und Haltepunkt der S-Bahn Rhein-Ruhr. Er befindet sich an der Bahnstrecke Neuss–Viersen und ist der westliche Endpunkt der Linie S 28. Namensgeber ist der Kaarster See.

## Geschichte
Der Bahnhof wurde 1999 an der Bahnstrecke Neuss–Viersen eröffnet, um den westlichen Bereich Kaarsts zu erschließen. Seitdem dient er als Anfangs-/Endpunkt der im selben Jahr neugeschaffenen S 28. Er ist zugleich als Endbahnhof das westliche Ende des in Betrieb befindlichen Teils der Bahnstrecke. Die Deutsche Bahn wollte die Bahnstrecke in den 1990er Jahren vollständig stilllegen, verkaufte sie jedoch an die Regiobahn GmbH, die sie 1998 übernahm und sanierte.

## Lage und Aufbau
Der Bahnhof befindet sich rund 900 Meter östlich des Kaarster Sees und am westlichsten Punkt des besiedelten Kaarster Stadtgebietes sowie unmittelbar südlich des Nordkanals und der Neersener Straße. Der Wanderparkplatz des Kaarster Sees ist 1000 Meter und das Sportzentrum Kaarster See, was sich nicht direkt am Ufer befindet, ist 750 Meter von der S-Bahn-Station entfernt. Der Bahnhof hat zwei Gleise, die nur auf der Ostseite durch eine Weiche verbunden sind. Östlich des Bahnhofs verläuft die Bahnstrecke eingleisig. Zwischen den beiden Gleisen befindet sich ein Mittelbahnsteig. In westlicher Richtung verlaufen die Stumpfgleise etwa 120 Meter über den Bahnsteig hinaus, so dass dort Triebwagen die Wendezeit verbringen und nicht benötigte Triebwagen abgestellt werden können.
Auf der anderen Seite der Neersener Straße gibt es eine Bushaltestelle, einen P+R-Parkplatz und Abstellflächen für Fahrräder. Der Zugang zum Bahnsteig wird über Rampen hergestellt und ist damit barrierefrei.

## Bedienung
Der Bahnhof ist heute der westliche Ausgangspunkt der Linie S 28 der S-Bahn Rhein-Ruhr. Sie wird von der Regiobahn betrieben und verkehrt montags bis freitags alle 20 Minuten von Kaarster See nach Mettmann-Stadtwald über Neuss Hauptbahnhof und Düsseldorf Hauptbahnhof. Zwei von drei Fahrten stündlich verkehren über Mettmann hinaus nach Wuppertal Hauptbahnhof. An Wochenenden und Feiertagen wird auf dem gesamten Linienweg ein 30-Minuten-Takt angeboten. Der Bahnhof ist auch Ausgangspunkt zweier regionaler Buslinien aus dem benachbarten Willich sowie einer Regionalbuslinie nach Kaarst, Neuss-Neusserfurth und Düsseldorf-Oberkassel.
| Linie | Verlauf | Takt                                                                                         |
| ----- | --- | -------------------------------------------------------------------------------------------- |
| S 28  | Kaarster See – Kaarster Bahnhof – Kaarst Mitte/Holzbüttgen – IKEA Kaarst – Neuss Hbf – NE Am Kaiser – NE Rheinpark-Center – D-Hamm – D-Völklinger Straße – D-Bilk – D-Friedrichstadt – Düsseldorf Hbf – D-Flingern – D-Gerresheim – Erkrath Nord – Neanderthal – Mettmann Zentrum – Mettmann Stadtwald – Hahnenfurth-Düssel – W-Vohwinkel – W-Zoologischer Garten – W-Steinbeck – Wuppertal Hbf Stand: Fahrplanwechsel Dezember 2023 | 20 min (wochentags) 20/40 min (Mettmann–Wuppertal wochentags) 30 min (Wochenenden/Feiertage) |

Am Bahnhof bestehen Umsteigemöglichkeiten zu folgenden Buslinien:
| Linie | Verlauf |
| ----- | --- |
| SB86  | Kaarster See – Willich-Schiefbahn Kirche – Willich-Münchheide                                               |
| 094   | Kaarster See – Willich-Schiefbahn Kirche – Willich-Neersen – Viersen Bahnhof – Viersen Busbahnhof           |
| 862   | Kaarster See – Kaarst Rathaus – Neuss-Neusserfurth – Düsseldorf-Heerdt – Düsseldorf-Oberkassel, Belsenplatz |